# Cristarmadillo gerardi
Cristarmadillo gerardi är en kräftdjursart som beskrevs av Arcangeli 1950. Cristarmadillo gerardi ingår i släktet Cristarmadillo och familjen Armadillidae. Inga underarter finns listade i Catalogue of Life.